# Ciclisme als Jocs Olímpics d'estiu de 1920 - Contrarellotge individual
La contrarellotge individual masculina va fou una de les dues proves del programa olímpic en carretera dels Jocs Olímpics d'Anvers de 1920. Els resultats de la prova individual foren sumats per donar el resultat de la classificació per equips.
La cursa es va disputar el dia 13 d'agost de 1920, amb la presència de 46 ciclistes procedents de 12 nacions, i un recorregut de 175 km. Els ciclistes hagueren de travessar moltes vies de tren, cosa que els obligà a parar-se diverses vegades. Això va fer que el resultat fos incert fins al darrer moment, i fins i tot es donés per vencedor el sud-africà Henry Kaltenbrun, però finalment fou el suec Harry Stenqvist, que s'havia vist afectat per 4 minuts i 1 segon per culpa dels trens.

## Medallistes
| Or              | Plata            | Bronze             |
| Harry Stenqvist | Henry Kaltenbrun | Fernand Canteloube |

## Resultats
| Posició | Ciclista           | Temps        |
| ------- | ------------------ | ------------ |
| Or      | Harry Stenqvist    | 4h 40' 01,8" |
| Plata   | Henry Kaltenbrun   | 4h 41' 26,6" |
| Bronze  | Fernand Canteloube | 4h 42' 54,4" |
| 4       | Jean Janssens      | 4h 44' 20,6" |
| 5       | Albert de Bunné    | 4h 45' 23,4" |
| 6       | Georges Detreille  | 4h 46' 13,4" |
| 7       | Karl Malm          | 4h 46' 22,0" |
| 8       | Petrus Ikelaar     | 4h 46' 54,0" |
| 9       | William Genders    | 4h 50' 23,6" |
| 10      | Achille Souchard   | 4h 51' 56,0" |
| 11      | Johan Johansen     | 4h 52' 00,2" |
| 12      | Axel Persson       | 4h 53' 43,6" |
| 13      | Ernest Kockler     | 4h 55' 12,2" |
| 14      | Marcel Gobillot    | 4h 55' 39,6" |
| 15      | André Vercruysse   | 4h 55' 41,4" |
| 16      | Federico Gay       | 4h 57' 21,8" |
| 17      | Johan Lundgren     | 4h 58' 01,0" |
| 18      | Leon Meredith      | 4h 58' 55,6" |
| 19      | Kristian Frisch    | 5h 01' 18,8" |
| 20      | Georg Claussen     | 5h 02' 12,2" |
| 21      | Pietro Bestetti    | 5h 02' 15,0" |
| 22      | Sigfrid Lundberg   | 5h 03' 02,6" |
| 23      | Camillo Arduino    | 5h 03' 16,8" |
| 24      | Albert Wyckmans    | 5h 03' 19,0" |
| 25      | Nicolaas de Jong   | 5h 06' 46,6" |
| 26      | David Marsh        | 5h 09' 23,6" |
| 27      | Arie van der Stel  | 5h 12' 42,6" |
| 28      | Helge Flatby       | 5h 12' 50,2" |
| 29      | Paul Henrichsen    | 5h 13' 23,2" |
| 30      | August Nogara      | 5h 20' 08,0" |
| 31      | Herbert McDonald   | 5h 20' 34,6" |
| 32      | Dante Ghindani     | 5h 21' 50,4" |
| 33      | Pieter Kloppenburg | 5h 22' 16,0" |
| 34      | Josef Procházka    | 5h 23' 31,4" |
| 35      | Olaf Nygaard       | 5h 24' 56,6" |
| 36      | Ladislav Janoušek  | 5h 29' 23,4" |
| 37      | James Freeman      | 5h 29' 26,2" |
| 38      | Harry Martin       | 5h 30' 16,2" |
| 39      | František Kundert  | 5h 38' 07,0" |
| 40      | Bohumil Rameš      | 5h 40' 00,0" |
| 41      | Thorstein Stryken  | 5h 44' 01,8" |
| 42      | John Otto          | 5h 47' 50,2" |
| —       | James Walker       | NF           |
| —       | Norman Webster     | NF           |
| —       | Harold Bounsell    | NF           |
| —       | Edward Newell      | NF           |

NF: no finalitza